# Key Largo Dry Rocks
Koordinaten: 25° 7′ 51,4″ N, 80° 17′ 39,2″ W
Die Key Largo Dry Rocks (auch nur „Dry Rocks“) sind ein Korallenriff innerhalb des Florida Keys National Marine Sanctuary, eines Naturschutzgebietes vor den Florida Keys. Es befindet sich östlich von Key Largo, direkt östlich des John Pennekamp Coral Reef State Park. Das Riff liegt dabei in der geschützten Zone (Sanctuary Preservation Area, SPA) nahe den Grecian Rocks und „The Elbow“.

## Beschreibung
Das Riff ist rund und liegt an der küstenzugewandten Seite in drei und auf der -abgewandten Seite in neun Metern Tiefe. Es handelt sich um ein inneres Bankriff, das Merkmale von weiter abseits der Küste liegenden Bankriffen und Fleckriffen aufweist. Auf der küstenabgewendeten Seite befindet sich vor dem Riff ein kurzes Rinnensystem und das Riffdach sowie das Rückriff sind von großen Steinkorallen-Formationen geprägt. Auf dem Riffdach stehenden Elchgeweihkorallen (Acropora palmanta) reichen bei Flut bis etwa einen Meter und bei Ebbe bis etwa 30 Zentimeter unter die Wasseroberfläche. Durch das Riff ziehen sich zahlreiche Passagen und Gänge.
Dem Riff schließt sich ein Sandboden an, der ebenfalls Steinkorallen beherbergt. Das gesamte Riff ist von Sandgrund und Seegraswiesen umgeben.

### „Christ of the Abyss“
Im südlichen Teil des Riffs befindet sich eine Kopie des italienischen Cristo degli abissi („Christ of the Abyss“), eine etwa 2,5 bis 3 Meter hohe Bronzestatue einer Christusfigur mit ausgebreiteten Armen. Sie steht auf einem Betonsockel, der auf dem Sandboden zwischen zwei großen Korallenstöcken aufgestellt ist. Die Statue wurde 1966 aufgestellt und war ein Geschenk des italienischen Tauchausrüsters Egidio Cressi an die Underwater Society of America.
Die Statue ist – wie das gesamte Hartmaterial des Riffs – von Korallen bewachsen. Dabei handelt es sich um kleine Kolonien von Sternkorallen (Astroides calycularis) sowie Kusten von Feuerkorallen (Gattung Millepora). Direkt vor der Figur steht ein großer und alter Hirnkorallenblock.

## Tourismus
Die Key Largo Dry Rocks gehören zu den beliebtesten Tauchplätzen der Florida Keys, wobei sie gleichermaßen von Schnorchlern und Sporttauchern genutzt werden. Bei rauerer See nimmt die Wasserklarheit aufgrund der Aufwirbelungen ab, bei ruhiger See wird das Riff jedoch als „fabelhafter Tauchplatz“ mit Sichtweiten von bis zu 15 Metern beschrieben.
Der „Christ of the Abyss“ stellt eine besondere Attraktion dar und führte dazu, dass das Riff besonders beliebt für Unterwasser-Hochzeiten geworden ist. Einer Quelle von 1997 folgend, fanden hier etwa 200 Hochzeiten pro Jahr statt, teilweise mit vergleichbar großer Zeremonie wie dies bei Landhochzeiten üblich ist.